# Emiel van Egdom
Emiel van Egdom (* 1956 in De Vranck, Heerlen) ist ein niederländischer Gitarrist, Komponist, Arrangeur und Musikproduzent.

## Leben
Egdom studierte von 1976 bis 1981 Gitarre bei Hans-Lutz Niessen, einem Schüler von Bruno Henze, am Conservatorium Maastricht und nahm privaten Unterricht bei Charles Green und John Thomas. Er studierte an der University of Maryland, College Park und 1983 mit einem Stipendium am Berklee College of Music in Boston sowie privat u. a. bei John Scofield; danach zog er nach Los Angeles. Mit Corey Allen und Peter Gordon ging er anfangs auf Tournee. Auf seinem zweiten Album This Is for You spielte er u. a. mit Bob Berg, Alex Acuña, John Patitucci, Eric Gale und Bobby Militello zusammen. Auch das nächste Album Hybrid Groove erhielt gute Kritiken. Mit Musikern wie Eric Vloeimans und Glenn Corneille tourte er durch Nord- und Südamerika sowie Europa. Seit 1985 ist er Eigentümer von CULEA Productions.

## Auszeichnungen
1983 erhielt er den Jim Hall Jazz Masters Incentive Award.

## Diskographische Hinweise
- 1986: The Corey Allen Project
- 1988: This Is for You
- 1996: Hybrid Groove
- 1996: CLUES
- 2008: Venys Maternon